# Jüngere Burg (Nettersheim)
Jüngere Burg, auch Dietrichsburg genannt, ist die Bezeichnung einer abgegangenen Wasserburg in der Gemeinde Nettersheim, Kreis Euskirchen, Nordrhein-Westfalen.
Die Burg diente nach einer Erbteilung im Jahre 1561 dem Dietrich Krümmel von Nettersheim als Wohnsitz. Es handelte sich um eine zweiteilige, von Wassergräben umwehrte Anlage. 1794 kam die Burg in französisches Eigentum und wurde 1813 in bürgerliche Hände verkauft. Im Gebäude wurde eine Wassermühle eingerichtet. Es ist heute zum Wohnhaus (Haus Burgmühle genannt) umgebaut, aber immer noch als Mühlengebäude erkennbar, z. B. durch ein auf Erdbodenniveau stehendes Kellergeschoss, bedingt durch das ehemalige Wasserspiegelniveau. Die Mühleneinbauten wurden Mitte des 20. Jahrhunderts entfernt. 
Die Funktion als Burg ist noch zu sehen, und zwar alleine daran erkennbar, dass manche der Bruchsteinmauern aus Kalkstein über 1 m dick sind. 